# 藤田記念庭園
藤田記念庭園（ふじたきねんていえん）は青森県弘前市上白銀町にある日本庭園。園内にある洋館、和館、倉庫などが2003年（平成15年）に国の登録有形文化財に登録されている。

## 歴史
日本商工会議所会頭を務めた実業家である藤田謙一が、1919年（大正8年）に郷里である弘前市に別邸を構える際に東京から庭師を招いてつくらせた江戸風な景趣の庭園である。
和館は、木造平屋建てで、1937年（昭和12年）板柳町に藤田謙一の本宅として建てられたものを、1961年（昭和36年）に現在の場所へ移築してきたものである。
当園は藤田の私邸として整備されたものであるが、藤田の死後、弘前相互銀行（後のみちのく銀行）頭取だった唐牛敏世に譲渡され「弘前相互銀行倶楽部」（のちに「みちのく銀行倶楽部」）として開放されてきた。しかし、1979年（昭和54年）に唐牛が亡くなり、その後はほぼ放置状態となっていたものを、1987年（昭和62年）に弘前市が市制施行百周年記念事業の一環として買収して復元整備し、1991年（平成3年）に開園した。

## 庭園概要
- 総面積：21,800 m2
- 形式：洋風庭園と池泉回遊式日本庭園の融合
- 竣工：1919年（大正8年）
- 所在地：〒036-8207 青森県弘前市大字上白銀町8-1
- 文化財種別：国の登録有形文化財（2003年〈平成15年〉7月登録：洋館、和館、倉庫、冠木門および両袖番屋）

園内は、高さ13 mの崖地をはさんで高台部と低地部に分かれており、高台部は岩木山を借景した洋風庭園で、低地部は池泉回遊式の日本庭園となっている。総面積は約21,800 m2に及び、東北地方でも有数の大規模な庭園である。
別邸である洋館は、高台部にあり、木造モルタル2階建てで、玄関先まで反りを付けて下ろされた袴腰屋根や階段吹抜け部分の八角形の塔が印象的なデザインとなっており、設計は堀江佐吉の六男金造、施工は長男彦三郎が行った。同時に建てられた岩木山麓の農牧場開拓を目指して設置された開発事業事務所の倉庫は、イギリス積みによる煉瓦造り2階建てで、軒部分の煉瓦を4重にした軒蛇腹が特徴的な建物となっている。
建築物も見学可能で、うち洋館は「大正浪漫喫茶室」のほか、50人収容のホールや小会議室の貸しスペースとして利用されており、倉庫（考古館）は砂沢遺跡出土品（国の重要文化財）をはじめ、弘前市内の遺跡出土品を中心とした考古資料を展示している。

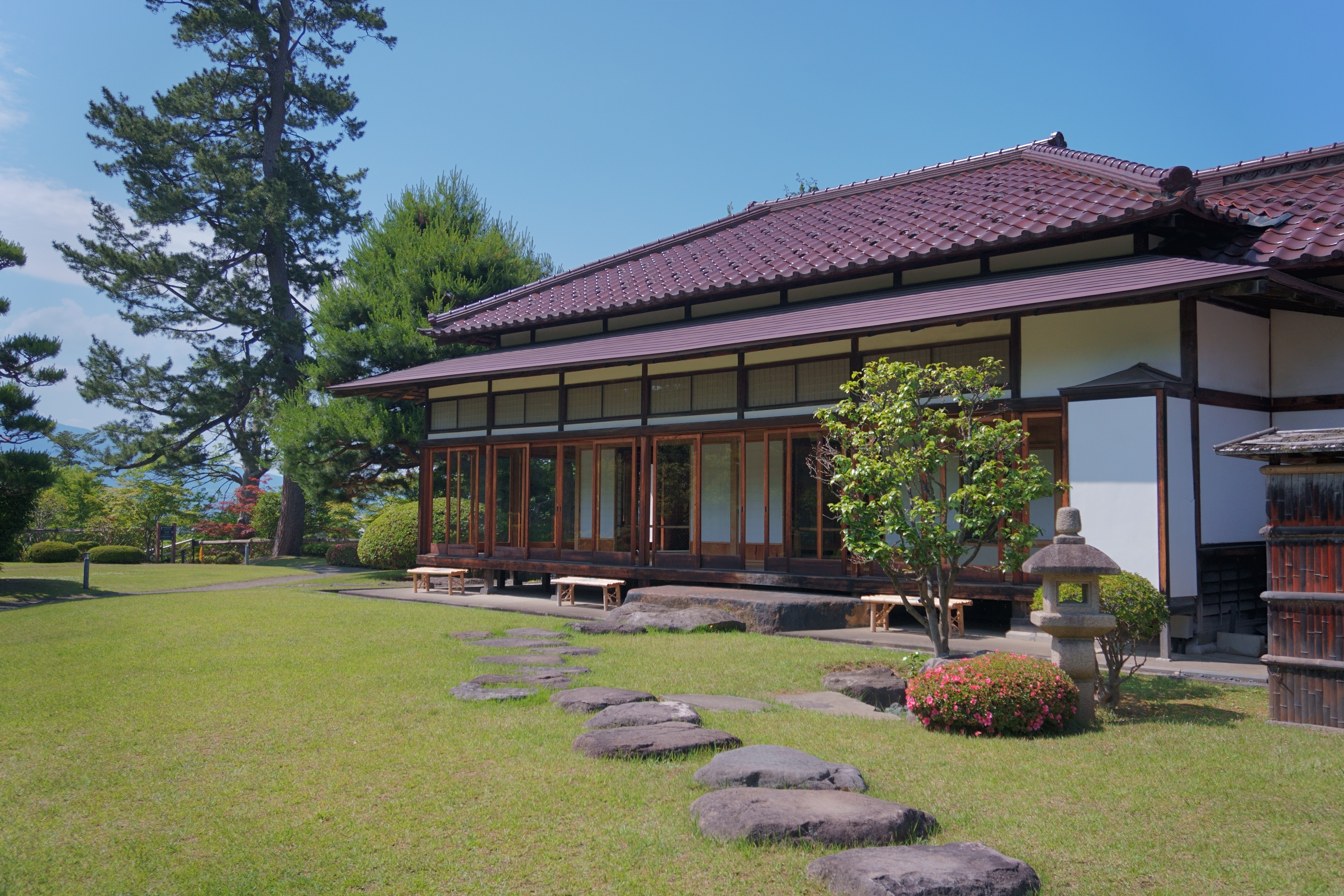
和館
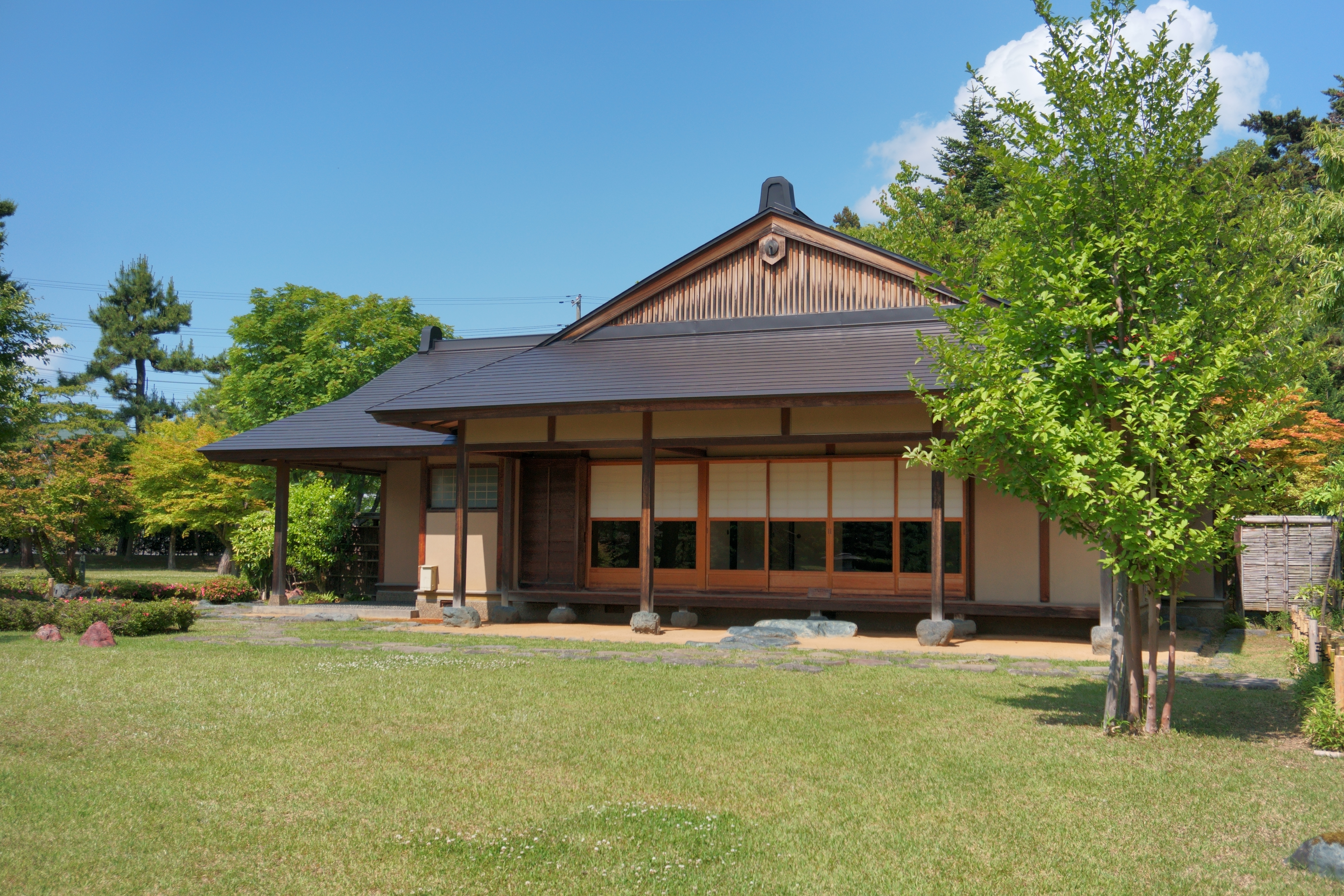
茶室
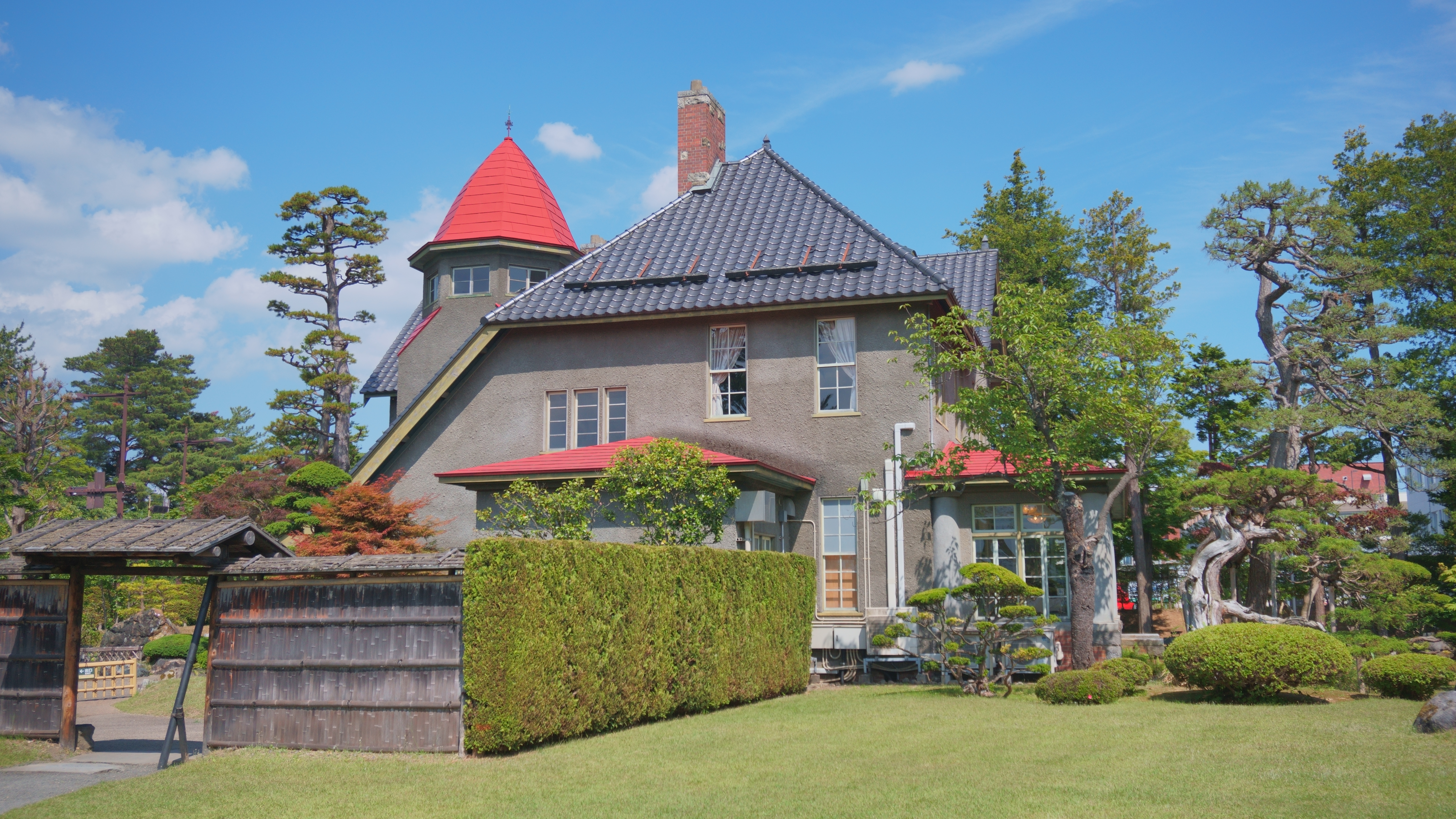
洋館
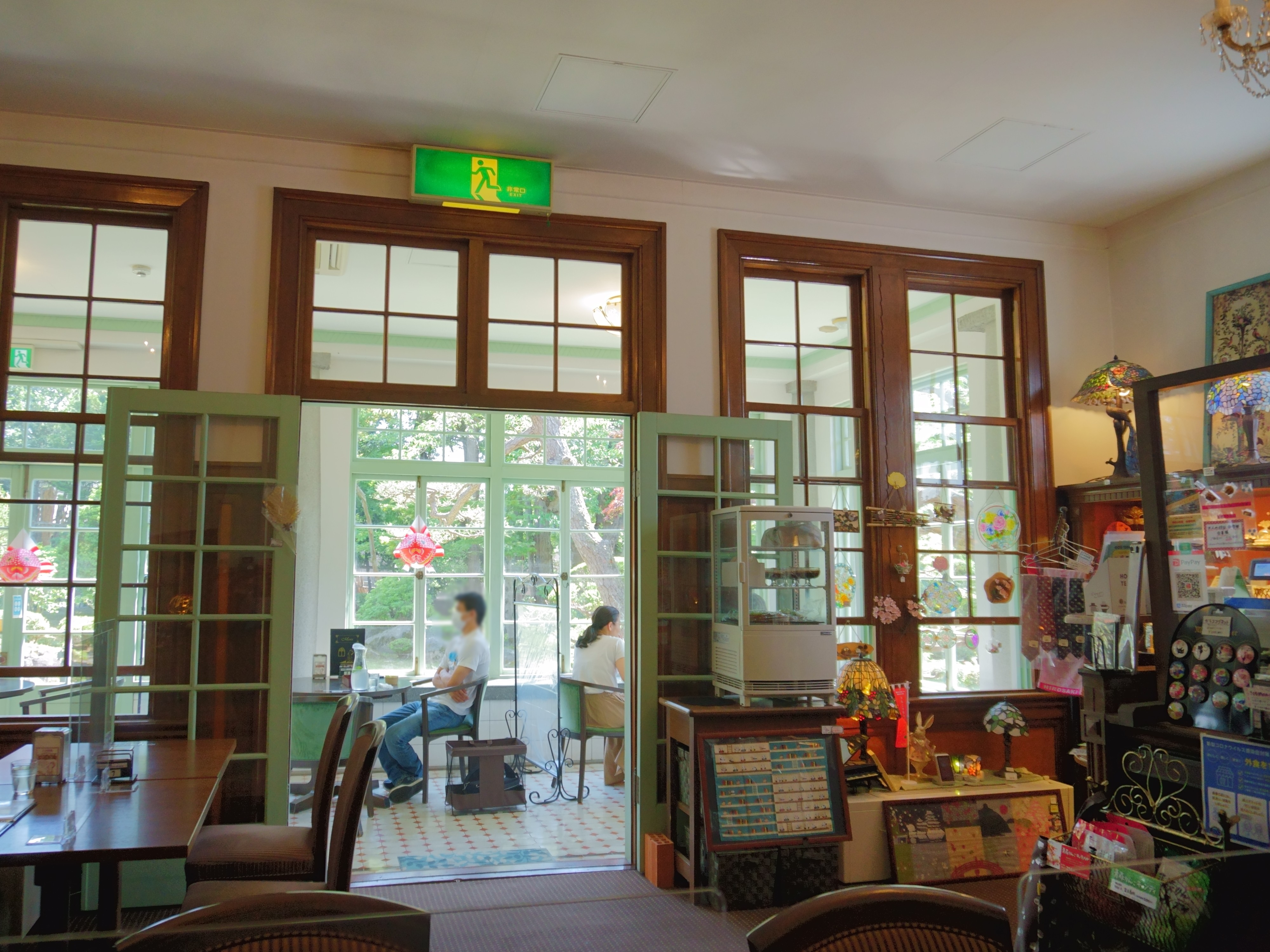
喫茶室内部
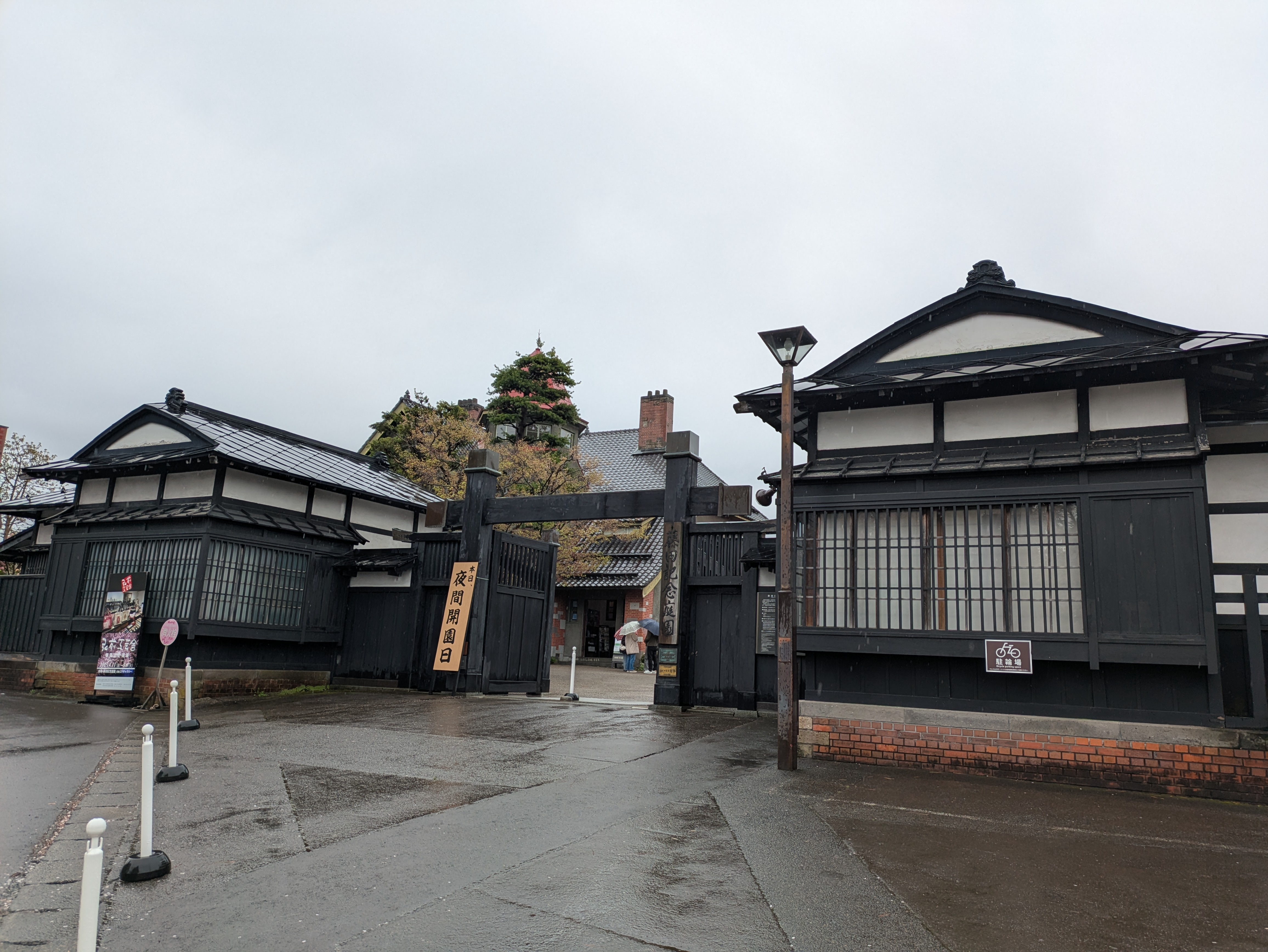
冠木門および両袖番屋

## 交通アクセス
- 奥羽本線 弘前駅からバスで20分、「市役所前公園入口」下車、徒歩3分
- 東北自動車道 大鰐弘前インターチェンジより自動車で30分